# Luis Villalba Muñoz
Luis Villalba Muñoz (Valladolid, 22 de setembre de 1873 - Madrid, 9 de gener de 1921) fou un compositor i crític musical espanyol de l'Orde de Sant Agustí. Era germà dels també compositors, Alberto, Enrique i Marcelino.
Fou el seu mestre el seu pare Alvaro Villalba, el qual, sense ser professional, dominava el piano i tota la tècnica musical a la major perfecció, com també les matemàtiques, llatí i grec. Començà els seus estudis musicals als quatre anys, ensems amb les primeres lletres. Als vuit anys Luis era l'admiració de tots els músics de Valladolid, que veien en ell a un infant prodigi, ja que executava meravellosament moltes obres de Chopin i les fugues de Bach; als nou anys ingressà en l'Institut i començà l'estudi del violí amb Emilio Zamora, i als onze els pares Agustins assolien del seu pare portar-lo a El Escorial, on el 1887 acabà el batxillerat, mereixen els diplomes d'honor de la reina Na Maria Cristina. El mateix any ingressà en el noviciat que ja els citats pares Agustins tenien a Valladolid.
Des d'aquesta època el deixeble passà a ser professor, organista i director d'orquestra del convent; amb els estudis eclesiàstics alternà els d'harmonia i composició, sense més professors que els texts d'Eslava i Cherubini que hi havia en la biblioteca del convent; als setze anys començà a compondre i els seus primers fruits foren alguns himnes per les festes literàries del convent; un O quantum in cruce, motet a 3 veus i orgue; dos Requiescat in pace a 4 veus soles, dedicats al seu pare, un Christus factus a 4 veus, lletanies, flors a la Verge i altres diverses composicions pròpies del culte.
El 1892 fou traslladat al convent de La Vid (Burgos) per a cursar els estudis de teologia i on feu els vots solemnes allà continuà component i instrumentant i escriví per aquell temps una Missa pastorel·la a 4 veus, amb cor i orquestra. Tornà a El Escorial el 1894, on acabà la carrera eclesiàstica, i el 1898 fou nomenat mestre de capella de la Basílica i professor de literatura i història en el Reial Col·legi d'Alfons XII, on, ensems que explicava les dites assignatures, estudiava la carrera de filosofia i lletres, assolint en la Universitat de Salamanca la classificació d'excel·lent en totes les assignatures i doctorant-se més tard en la Universitat Central de Madrid. Durant tot aquest temps continuà component obres musicals i col·laborant amb articles de summa importància en La Ciudad de Dios, de la que el mateix Villalba Muñoz fou director dotze anys consecutius.
Llista dels seus més importants treballs publicats en aquella revista:
- La Educación artística;
- El Archivo de música del Escorial;
- Palestrina y la edición medicea;
- Un tratado de música del siglo XV;
- La Escuela orgànica espanyola de los siglos XVI, XVII y XVIII;
- ¿Hay una música esencialmente religiosa?;
- Compositores líricos espanyoles del siglo XIX;
- El primer Congreso nacional de música sagrada;
- La censura de la música religiosa;
- El estudio de la canción popular castellana y en cancionero salmantino de Dámaso Alonso;
- El regionalisme musical y el canto popular;
- Las "ensaladas" de Flecha;
- La música y los músicos de la Independencia;
- El organo com instrumento a solo, memòria llegida en el segon Congrés de música sagrada. I d'altres molts treballs així com articles sols.

## Obra escrita
També reuní en un llibre, amb el títol d’Etètica y Crítica Musical, amb tota la tasca literària-musical d'Eustaquio de Uriarte. Últimament va escriure:
- La música de cámara en España, (conferències dels històrics concerts dats en el Salón Alier, el 1913),
- Últimos músicos espanyoles del siglo XIX;
- Semblazas, sobre Uriarte, Aróstegui, P. Guzmán, Úbeda, Monasterio, Sarasate, Chapí, Olmeda, Caballero, Chueca, Albéniz, Giner, Montes, Granados, Usandizaga, Pedrell, Goicoechea, Barrera, Llorente i altres;
- Història del piano;
- Cuentos de Navidad;
- Cosas de la vida, contes i diàlegs;
- La música en solfa, contes musicals festius;
- Los Agustinos i la Sagrada Eucaristía;
- Visitas alSantisimo para las jovenes;
- Historia del Rey de los Reyes, del padre Sigüenza, obra dividida en tres volums, i en el que al primer volum, de 400 pàgines, Villalba Muñoz fa un estudi crític el més complet del mossèn Sigüenza i la seva obra, treball que l'acredita d'home doctíssim.

## Obra musical
Entre les innumerables composicions musicals, tant religioses com de cambra, mereixen atenció especial les següents:

### Les misses
- Misa primera dominical a solos i cors;
- Misa à San Agustín, a 3 veus i orgue;
- Misa à San Nicolás de Tolentino, a 3 veus i orgue;
- Misa à Santo Tomás de Villanueva, a 3 veus i orgue;
- Misa en honor de la Virgen del Carmen, a 2 veus en 2 cors i orgue;
- Misa Pastorela, a 4 veus i orgue;
- Misa à la Inmaculada, per a banda (incompleta);
- Misa à Nuestra Señora del Consuelo, dos cors, infants i homes, amb orgue;
- Misa à Nuestra Señora de la Misericordia, a 2 veus i orgue;
- Misa à San Lorenzo, 3 veus i orquestra amb orgue obligat (incompleta);

## Altres composicions religioses
- Poema de la Comunión, a solo, 4 veus amb orgue;
- Salmo de adoración, solo i cor amb orgue;
- Responsorio del Miércoles Santo, a 4 veus;
- Vexilla regis, amb cor i 4 veus;
- Cántiga de la Virgen, <Más pura que la luz del dia>, solo i cor a 4 veus i orgue;
- Cántiga X de Alfonso <el Sabio>, una veu i orgue (traducció i harmonització);
- Cántiga CCLXX de Alfonso <el Sabio>, 1 veu i orgue (traducció i harmonització);
- Cantiga “Maravillosos e piadosos” de Alfonso <el Sabio>, per a quintet de corda, clarinets i oboès;
- Antología de organistas clásicos espanyoles, siglo XVI;
- Repertorio de los organistes, de l'escola moderna espanyola, on es troben un sens nombre d'obres orgàniques seves, dels seus germans Enrique i Marcelino, i dels millors i més moderns compositors espanyols;
- A més d'altres moltes obres religioses com motets, i letrillas, té un bon nombre d'arranjaments d'obres del pare Soler, i d'Aranaz i diversos altres.

Villalba Muñóz dirigí per espai de vuit anys consecutius la revista musical religiosa Biblioteca Sacro-Musical, on col·laborà musical i literàriament amb una assiduïtat inconcebible i on exercí un tenaç apostolat en pro de la verdadera música religiosa, demostrant els seus coneixements poc comuns en la filosofia d'art i un valor a tota prova en l'exercici de la crítica artística, enderrocant mil convencionalismes rutinaris amb la seva ben temprada i acerada ploma. Era acadèmic corresponent de la Reial Acadèmia de Belles Arts de San Fernando i per espai de molts anys fou col·laborador de l'Enciclopèdia Espasa.

## Música no religiosa
Entre les obres musicals no religioses són dignes de menció:
- dues Jotas castellanas, per a piano;
- Jota castellana, per a piano i violí;
- Allegro simfónico de concierto, per a piano;
- Tres canciones castellanas, per a violí i piano;
- Tocata y Tonada, per a piano;
- Rondó con variaciones del V quinteto del P. Soler, transcripció per a piano;
- Cuarteto Fantasia de Fuenllana;
- Folias;
- Anónimo del siglo XVII, arranjament;
- Sonata en do mayor, per a violí i piano;
- Sonata para violoncelo i piano;
- Cuarteto 1.º en fa;
- Cuarteto 2.º en do;
- Tres melodias, per a violí i piano, i moltes obres de menor importancia per a piano sol.